# 柳沢安忠
柳沢 安忠（やなぎさわ やすただ）は、江戸時代前期の旗本。

## 略歴
柳沢信俊の四男として誕生。
慶長19年（1614年）に父信俊が病死し、兄安吉が家督を継ぐが、その際に安吉の知行していた160石を得る。1615年（元和元年）、安吉が病のため代わって大坂夏の陣に参戦し、目覚しい活躍をする。その後、駿河大納言徳川忠長に仕えた。
寛永9年（1632年）、忠長が兄の将軍家光より切腹を命じられ、改易となると、安忠は浪人生活を送ることになる。寛永16年（1639年）、再出仕を命じられて上総国山武郡に160石をあてられ、江戸城三之丸奥広敷番頭を命じられる。
慶安元年（1648年）、禄70俵を加増されて将軍家光の第4子徳松（後の徳川綱吉）付きを命じられ、10月に徳松が上野国館林15万石に封じられると安忠も館林藩士となった。慶安4年（1651年）以降に3度の加増を受ける。勘定頭として神田屋敷建築などの功があったとされる。
明暦3年（1657年）1月に起きた大火では、綱吉が住む神田屋敷（後に神田御殿）にも延焼したが、安忠の指揮のもと再建を果たす。延宝3年（1675年）7月12日、役目を辞して家督を子の吉保に譲って隠居、露休と号す。寛文12年（1672年）に甲斐国恵林寺（山梨県甲州市塩小屋敷）において行われた武田信玄百回忌の法要では、武田遺臣の旗本から浄財が集められているが、恵林寺奉加帳には徳川綱吉家臣33名のうち安忠と小太郎（吉保）の名が連ねられている。
延宝3年（1675年）に安忠は致士し、安忠と佐瀬氏（了本院）との間に生まれた吉保が家督を継承する。吉保は小姓組番衆となり、延宝8年（1680年）に綱吉が将軍となると幕府小納戸役を経て、いわゆる綱吉の「側用人」となる。延宝5年（1677年）6月16日には安忠正室の青木氏が死去する。天和元年（1681年）12月20日に吉保は生母である了本院を江戸へ引き取っている。天和3年（1683年）6月25日には、安忠の娘婿の柳沢信花が江戸城西の丸前において高橋源大夫と喧嘩を行い殺害される事件が発生している。
貞享4年（1687年）9月3日に安忠の孫にあたる吉保嫡男・吉里が誕生、同年9月17日に安忠は死去する。享年87。
死後、正覚山月桂寺（東京都新宿区市谷河田町）に葬られた。

## 系譜
- 父：柳沢信俊（1548-1614）
- 母：石原昌明の娘
- 正室：青木氏（?-1677）
- 側室：了本院 - 佐瀬氏
  - 長男：柳沢吉保（1659-1714）
- 生母不明の子女
  - 女子：柳沢信花室
  - 女子：山高信吉室